# Кашуба (Поморське воєводство)
Кашуба (пол. Kaszuba) — село в Польщі, у гміні Бруси Хойницького повіту Поморського воєводства.
Населення — 102 особи (2011).
У 1975-1998 роках село належало до Бидгощського воєводства.

## Демографія
Демографічна структура станом на 31 березня 2011 року:
|          | Загалом | Допрацездатний вік | Працездатний вік | Постпрацездатний вік |
| -------- | ------- | ------------------ | ---------------- | -------------------- |
| Чоловіки | 56      | 7                  | 43               | 6                    |
| Жінки    | 46      | 7                  | 29               | 10                   |
| Разом    | 102     | 14                 | 72               | 16                   |